# Volcán Michinmahuida
Volcán Michinmahuida är en vulkan i Chile.   Den ligger i regionen Región de Los Lagos, i den södra delen av landet, 1 000 km söder om huvudstaden Santiago de Chile. Toppen på Volcán Michinmahuida är 2 450 meter över havet.
Terrängen runt Volcán Michinmahuida är huvudsakligen bergig, men åt nordväst är den kuperad. Volcán Michinmahuida är den högsta punkten i trakten. Trakten runt Volcán Michinmahuida är nära nog obefolkad, med mindre än två invånare per kvadratkilometer.. Det finns inga samhällen i närheten.
I omgivningarna runt Volcán Michinmahuida växer i huvudsak blandskog.